# Philipp von Steinaecker
Philipp von Steinaecker (* 1972 in Hamburg) ist ein deutscher Cellist und Dirigent.

## Leben und Wirken
Von Steinaecker wuchs in Hamburg auf und spielte zunächst als Cellist im Bundesjugendorchester und im Gustav Mahler Jugendorchester. Er studierte Cello in Wien, an der Juilliard School in New York bei Harvey Shapiro und am Pariser Konservatorium bei Christophe Coin. Sein Dirigierstudium absolvierte er an der Universität für Musik und darstellende Kunst Wien bei Mark Stringer. Während seines Studiums in Wien trat er mit den Wiener Philharmonikern und an der Wiener Staatsoper auf.
Von Steinaecker wirkte zunächst als Solocellist im Orchestre Révolutionaire et Romantique unter der Leitung von John Eliot Gardiner und war Gründungsmitglied des Mahler Chamber Orchestra sowie Mitglied des Lucerne Festival Orchestra. Ein Jahr lang hatte er die Position des Melgaard Young Conductor beim Orchestra of the Age of Enlightenment inne und assistierte Gardiner bei zwei Opernproduktionen an der Opéra-Comique.
Als Dirigent leitete er zahlreiche Orchester wie u. a. das Orchestra della Toscana in Florenz, die Camerata Salzburg, das Orchester des Teatro Comunale di Bologna, das Orchestra di Padova e del Veneto, das Haydn-Orchester Bozen, das Schwedische Radio-Sinfonieorchester, die Prager Philharmoniker, das Scottish Camber Orchestra sowie das New Japan Philharmonic Orchestra in Tokio. Außerdem war er Assistent von Daniel Harding, Simon Rattle, Wladimir Jurowski und Claudio Abbado, den er bei zwei Konzerten des Orchestra Mozart Bologna vertrat. Er hatte u. a. die musikalische Leitung der Opernproduktion von Mozarts Zauberflöte am Teatro Filarmonico di Verona.
Von Steinaecker arbeitet als Dirigent mit Künstlern zusammen wie u. a. Dorothea Röschmann, Isabelle Faust, Guy Braunstein, Daniel Müller-Schott, Fazil Say, Sara Mingardo, Andrew Staples, Miah Persson, Hanno Müller-Brachmann, Peter Harvey und Boris Belkin.
Mit Musikern aus ganz Europa gründete von Steinaecker in Bozen das Orchester Musica Saeculorum. Dieses spielte u. a. bei den Internationalen Barocktagen in Stift Melk, trat u. a. in der Kölner Philharmonie mit der 1. Sinfonie von Bruckner auf und spielte beim Österreichischen Rundfunk Händels Messiah ein.
Außerdem gründete er gemeinsam mit seiner Frau, der Flötistin Chiara Tonelli, auf Schloss Prösels ein Kammermusikfestival, an dem Musiker wie u. a. Camilla Tilling, Christian Tetzlaff und Christophe Coin teilnahmen.
Seit 2019 ist von Steinaecker Erster Gastdirigent der Slowenischen Philharmonie.